# Kosulanlampi
Kosulanlampi eller Kosolampi är en sjö i Finland. Den ligger i kommunen Rantasalmi i landskapet Södra Savolax, i den sydöstra delen av landet, 270 km nordost om huvudstaden Helsingfors. Kosulanlampi ligger 75,9 meter över havet. I omgivningarna runt Kosulanlampi växer i huvudsak blandskog. Den är 2,53 meter djup. Arean är 1,11 kvadratkilometer och strandlinjen är 12,05 kilometer lång. Sjön  ingår i Vuoksens huvudavrinningsområde. 